# 傑克·普拉尼克
傑克·史都華·普拉尼克（英語：Jack Stuart Plotnick，1968年10月30日—），美國男演員、製片人、導演和編劇。出演過的著名作品如電影《众神与魔鬼》（1998年）、《风尘三荡女》（2003年）和《狗狗去哪兒？》（2012年）。他也在2014年科幻喜劇片《76號太空站》中擔任導演和聯合編劇。

## 早期生活
傑克·普拉尼克是出生於俄亥俄州沃辛頓的猶太人，在家中四個孩子中年紀最小。他於1987年畢業於沃辛頓高中。他曾就讀卡内基·梅隆大学。

## 個人生活
普拉尼克是名已出櫃的同性戀。

## 外部連結
- 官方网站
- 傑克·普拉尼克在互联网电影资料库（IMDb）上的資料（英文）